# Divertículo de Zenker
El  divertículo de Zenker, también llamado divertículo faringoesofágico, es un tipo de divertículo de la mucosa de la faringe, que se ubica en la parte superior del músculo cricofaríngeo, es decir, por encima del esfínter esofágico superior. Es un falso divertículo en el sentido que no compromete todas las capas de la pared faríngea. El nombre de esta anomalía lleva el apellido del patólogo alemán Friedrich Albert von Zenker.

## Fisiopatología
Los mecanismos de formación son por pulsión y tracción. Los causados por pulsión aparecen generalmente en zonas en las que la musculatura es más débil, y se propicia la herniación de un pequeño saco de mucosa a través de una ventana de la capa muscular, que suele coincidir con una zona más débil en el entramado de fibras musculares. 
Cada vez que la presión intraesofágica aumenta, como sucede al deglutir, el divertículo es sometido a distensión y puede ir creciendo. Generalmente ocurre en la zona muscular débil entre el inicio del esófago y la faringe, inmediatamente proximal al cricofaríngeo. Paulatinamente, el saco va creciendo y puede llegar a tener grandes proporciones. Los grandes divertículos completamente desarrollados, tienen un orificio de entrada y un cuello estrecho; al llenarse de saliva o material deglutido penden del cuello comprimiendo el esófago desde fuera. Por ello, se incluyen entre las causas de estenosis esofágica extrínseca..

## Síntomas
Los divertículos de Zenker pueden causar halitosis, regurgitación de alimento no digerido, disfagia orofaríngea e incluso una obstrucción completa por compresión. Como complicaciones puede provocar broncoaspiración, formación de fístulas entre el divertículo y la tráquea, hemorragia intradiverticular y más raro, un carcinoma epidermoide dentro del divertículo.

## Diagnóstico
Una serie esofágica con trago de bario normalmente detecta el divertículo. Se desaconseja el uso de endoscopia de vías digestivas altas por el riesgo de perforar la bolsa diverticular.

## Tratamiento
Requiere tratamiento quirúrgico realizando una miotomía cricofaríngea y extracción del divertículo. Si es pequeño la miotomía es suficiente. Sin embargo, recientemente las técnicas endoscópicas no quirúrgicas se han hecho más importantes, siendo utilizado con mayor frecuencia el grapado endoscópico. Este procedimiento puede realizarse por medio de un endoscopio de fibra óptica.